# Phaea wappesi
Phaea wappesi är en skalbaggsart som beskrevs av Chemsak 2000. Phaea wappesi ingår i släktet Phaea och familjen långhorningar. Inga underarter finns listade i Catalogue of Life.